# Ferrovia Civitavecchia-Civitavecchia Marittima
La ferrovia Civitavecchia-Civitavecchia Marittima è una linea ferroviaria italiana gestita da RFI, che congiunge la stazione di Civitavecchia, ubicata lungo la ferrovia Tirrenica, al porto di Civitavecchia. Inaugurata nel 1906 e rivista nel proprio percorso nel 2000, fino al 2009 la linea ha rappresentato il più importante e principale snodo per il traghettamento ferroviario tra la Sardegna e la penisola italiana.

## Storia

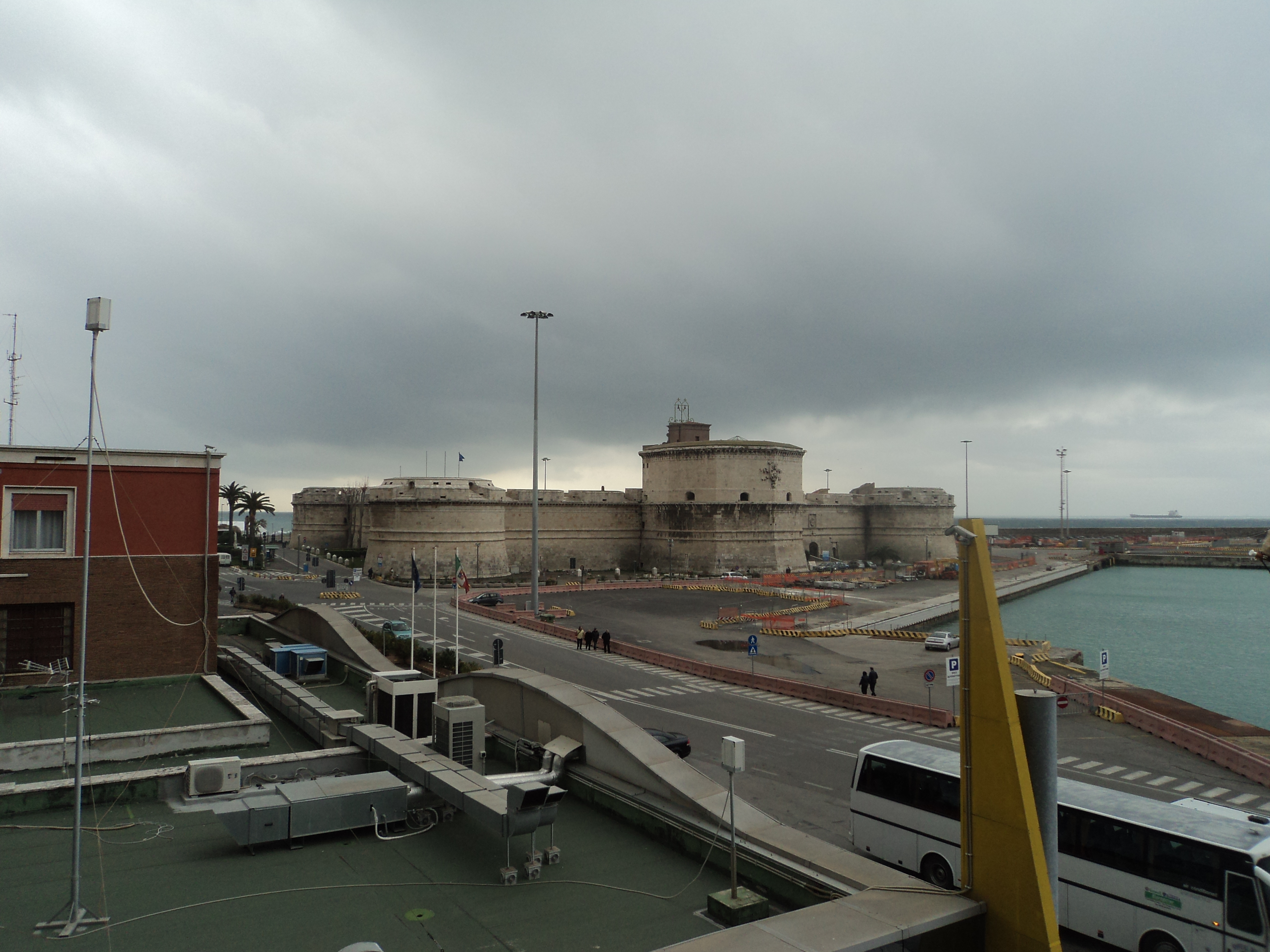
Il luogo dove sorgeva la prima stazione passeggeri di Civitavecchia Marittima

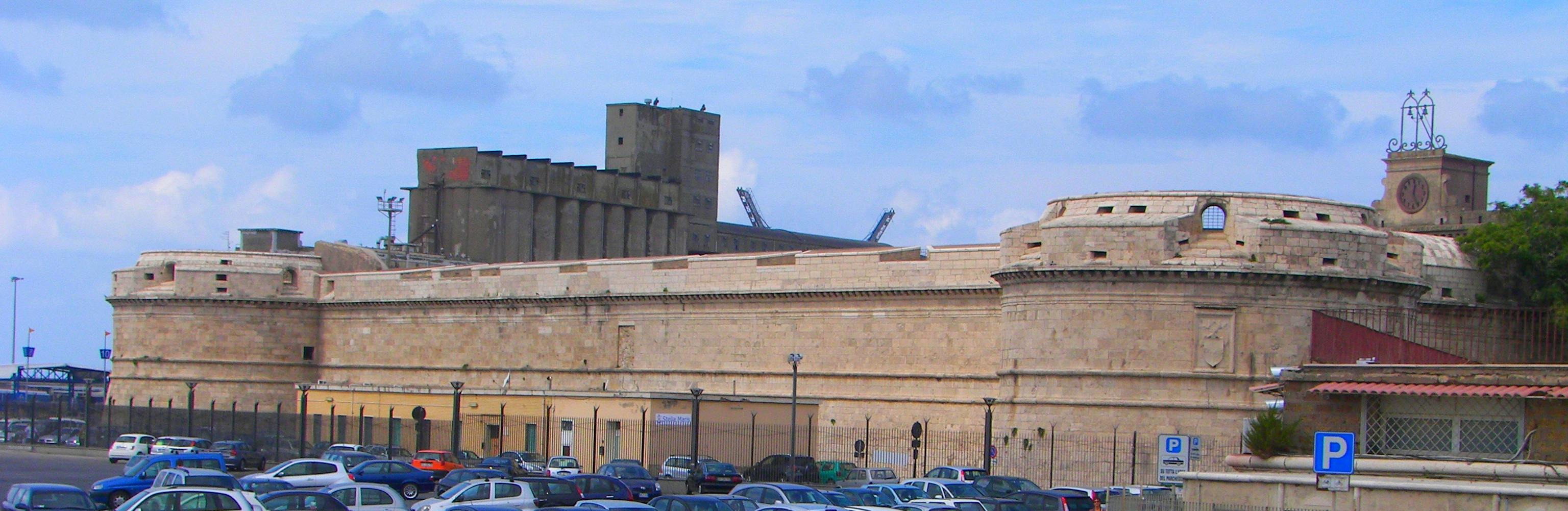
Il Forte Michelangelo; al posto delle auto parcheggiate in primo piano sorgeva un tempo lo scalo merci a servizio dell'antico porto di Civitavecchia

Con l'apertura della ferrovia Roma-Civitavecchia, avvenuta nel 1859, si ipotizzò di collegare il binario della stazione di Civitavecchia al vicino porto cittadino. Dopo un primo sfortunato esperimento, consistente in un breve raccordo ferroviario aperto nel 1865 e dismesso già negli anni Ottanta, la Società per le Strade Ferrate del Mediterraneo, che eserciva la ferrovia Tirrenica passante per Civitavecchia, presentò nel 1900 il progetto di una linea ferroviaria lunga 1.283 metri, poi approvato ed effettivamente concretizzatosi con l'apertura al traffico della nuova ferrovia il 15 novembre 1906. Inizialmente la linea era percorsa solamente da relazioni merci che movimentavano le mercanzie giunte via nave al porto di Civitavecchia verso l'entroterra, ma a partire dal 1931 la ferrovia fu interessata anche da servizio passeggeri, con la contestuale apertura della stazione di Civitavecchia Marittima, che favorì lo spostamento dei viaggiatori da e per i moli del porto civitavecchiese in coincidenza con i traghetti passeggeri provenienti dalla Sardegna.
Nel 1938, insieme alla linea Tirrenica, la ferrovia Civitavecchia-Civitavecchia Marittima venne interamente elettrificata; intanto, a seguito di numerosi interventi nel corso degli anni, l'articolazione dei binari a servizio del porto di Civitavecchia aveva raggiunto i 7 chilometri di lunghezza. Durante la seconda guerra mondiale la ferrovia, insieme al porto, fu quasi completamente rasa al suolo, ma nel dopoguerra venne integralmente ricostruita con l'aggiunta di due invasature presso lo scalo portuale, che avrebbero consentito il trasferimento diretto dei treni sui traghetti. Dopo anni di prove di traghettamento ferroviario di merci e materiale rotabile destinato a sostituire gli obsoleti treni che circolavano sulle ferrovie sarde, il 1º ottobre 1961 fu avviato un regolare servizio di trasporto intermodale di merci dal porto di Civitavecchia a quello di Golfo Aranci, in Sardegna, per mezzo del trasferimento di vagoni merci a bordo di traghetti attrezzati con rotaie.
Il successo del servizio di traghettamento ferroviario Civitavecchia-Golfo Aranci fu immediato e permise alla ferrovia Civitavecchia-Civitavecchia Marittima di assumere in questo contesto un ruolo di primaria importanza. Allo stesso tempo, tuttavia, il boom automobilistico degli anni Sessanta del Novecento iniziò a creare non pochi problemi alla circolazione ferroviaria, a causa della presenza lungo la strada ferrata di numerosi passaggi a livello senza barriere, che spesso erano fonte di incidenti. Con l'accrescersi nel tempo di queste problematiche, si cominciò a studiare una soluzione che permettesse di migliorare il servizio: tale soluzione fu individuata nella costruzione di un nuovo tracciato che raggiungesse il porto da nord, in sostituzione del pericoloso binario proveniente da sud-est e passante per il Viale della Vittoria. Il nuovo tracciato fu aperto al servizio il 29 gennaio 2000, mentre il binario originario fu percorso per l'ultima volta il 18 ottobre dello stesso anno, prima di essere definitivamente dismesso e smantellato.
Negli ultimi tempi tutto il raccordo, vicino al Forte Michelangelo, riversava in stato di incuria. Frequenti erano infatti i deragliamenti dei convogli merci, per le pessime condizioni dell'armamento. L'ultimo treno che ha transitato sul raccordo è stato il 18 ottobre 2000 che a causa del pessimo stato dell'armamento, la tradotta, condotta da una 245, doveva recuperare gli ultimi quattro carri rimasti sul fascio binari intorno al forte. La locomotiva deragliò per il cedimento di alcune traverse. Per il recupero è intervenuto un treno soccorso da Roma San Lorenzo al traino della D 345.1081.
La stazione di Civitavecchia Marittima, situata davanti alla calata Principe Tommaso, nei pressi del Forte Michelangelo, fu soppressa insieme al traffico passeggeri su tutta la linea, mentre rimase in attività il traghettamento ferroviario di carri merci, che comunque da diversi anni era in costante contrazione, di conseguenza la stazione marittima fu spostata nelle immediate vicinanze delle invasature, situata nei pressi della sede Port Mobility, in un edificio in mattoni, riadibita a un bar (già esistente all'epoca), dove risiedeva il dirigente di movimento. Già nel 2005, tuttavia, venne ripristinato il servizio passeggeri con la realizzazione di una nuova stazione di Civitavecchia Marittima, che ora sorge davanti al terminal dei traghetti, a circa 500 metri in direzione nord-ovest dalle invasature. Da allora, e fino al 2018, il traffico passeggeri è stato gestito da Seatrain, compagnia privata che tramite il Roma Express si occupava dello spostamento verso Roma dei viaggiatori giunti a Civitavecchia in crociera. Dal 2022 la stazione è utilizzata come raccordo merci dopo che la SeaTrain ha terminato l'attività.
Nel 1993 le Ferrovie dello Stato progettarono il potenziamento del traghettamento con navi più potenti per favorire sia il servizio passeggeri che quello merci, ma il progetto non ha avuto seguito.
Con il progressivo sfoltimento della flotta di traghetti adibiti ad effettuare il traghettamento ferroviario, tale servizio subì nel corso degli anni un forte ridimensionamento sino a funzionare esclusivamente a richiesta; nel 2009 divenne effettiva la cessazione del traghettamento sulla rotta Civitavecchia-Golfo Aranci, con conseguente dismissione degli impianti ferroviari dedicati nel porto di Civitavecchia. Nel 2015 è stato rimosso il fascio di binari che conduceva alle invasature, mentre il 28 maggio 2018 sono iniziati i lavori di smantellamento dell'ultimo ponte mobile ferroviario rimasto, ultimati nell'agosto seguente.
Dal 2022 sono partiti i lavori di sistemazione del sistema ferroviario nel Porto di Civitavecchia cofinanziati dall’Unione Europea, nell’ambito del programma Fast Track To The Sea, e con fondi dell’Autorità di Sistema Portuale e della Regione Lazio. Il progetto prevede la risistemazione dei binari all'interno del porto e la costruzione di un nuovo fascio ferroviario per l'arrivo e la partenza dei treni, dotato di sette binari e verrà realizzato un nuovo raccordo con il terminal container e le aree adiacenti alla banchina 25, e verrà migliorato il collegamento con le banchine 23 e 24, eliminando le interferenze esistenti con il sistema viario all'interno del porto. Sono stati smantellati i binari anche in prossimità del marciapiede della stazione di Civitavecchia Marittima dove si attestava il Roma Express, non è chiaro se i binari verrano ripristinati o smantellati definitivamente.

## Caratteristiche
Il tracciato originario della ferrovia era interamente a binario singolo e fu elettrificato a 3000 volt nel 1938 nel tratto compreso fra le stazioni di Civitavecchia e Civitavecchia Marittima; nel 1961 l'elettrificazione fu estesa anche al tratto che conduceva alle invasature e rimase fino ai primi anni ottanta. Il nuovo tracciato aperto nel 2000 è anch'esso a binario unico e l'elettrificazione è stata predisposta dalla sua apertura fino al nuovo scalo, aperto nel 2005, ma non è mai stata attivata; dal chilometro 3,38 circa la linea aerea di contatto non si trova sopra al binario, bensì spostata di lato.

### Percorso

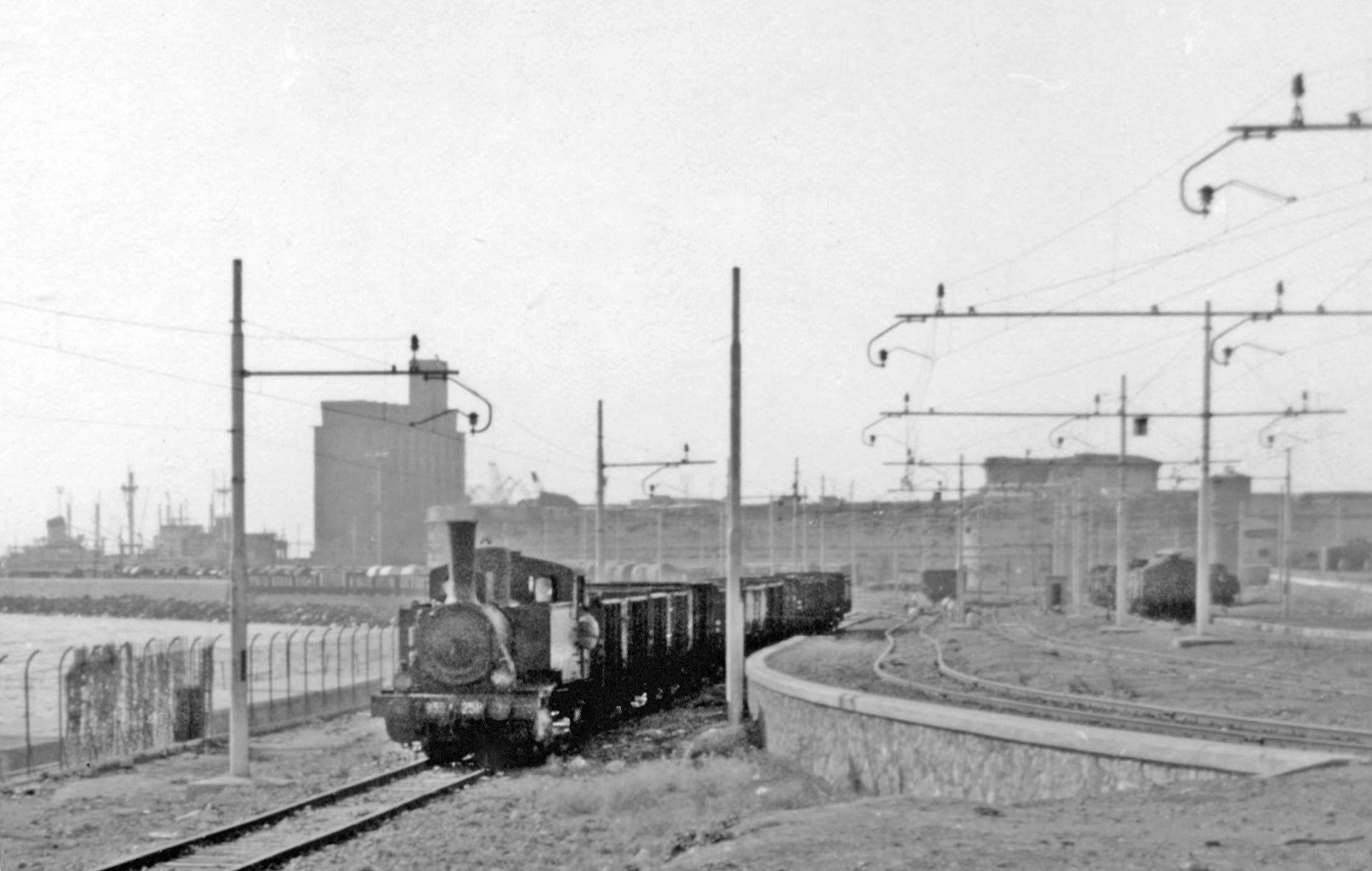
La locomotiva 835.258 in manovra presso lo scalo merci dietro al Forte Michelangelo il 10 settembre 1959

| Continuation backward |

|  | Unknown route-map component "exLKRWl" + Straight track | Unknown route-map component "exLKRW+r" |

| Unknown route-map component "STR+l" | Unknown route-map component "KRZo" | Unknown route-map component "ABZxr+r" + Unknown route-map component "STR+r" |

|  | Small bridge over water | Small bridge over water | Small bridge over water |  |

|  | Non-passenger station/depot on track | Straight track | Straight track |  |

| Unknown route-map component "KDSTaq" | Unknown route-map component "ABZgr" | Straight track | Straight track |  |

|  | Straight track | Unknown route-map component "SHI1r" + Unknown route-map component "v-SHI3+l" | Unknown route-map component "SHI3r" |  |

| Straight track | Unknown route-map component "vSTR" | Unknown route-map component "KINTa" |

|  | Straight track | Unknown route-map component "vSTR" | Unknown route-map component "ABZg+Ll" | Unknown route-map component "LCONTfq" |

|  | Small bridge over water | Unknown route-map component "vWBRÜCKE1" | Small bridge over water |  |

|  | Straight track | Unknown route-map component "vSTR-SHI3g+l" | Unknown route-map component "SHI3r" |  |

| Straight track | Unknown route-map component "vSTR-ABZg+l" | Unknown route-map component "KDSTeq" |

|  | Small non-passenger station on track | Unknown route-map component "vSTR" |  |  |

|  | Unknown route-map component "ENDExe" | Unknown route-map component "vSTR" |  |  |

|  | Unknown route-map component "exSKRZ-G2BUE" | Unknown route-map component "vSTR" |  |  |

|  | Unknown route-map component "exSKRZ-G2BUE" | Unknown route-map component "vSTR" |  |  |

|  | Unknown route-map component "exDST" | Unknown route-map component "vSTR" |  |  |

|  | Unknown route-map component "exBUE" | Unknown route-map component "vSTR" |  |  |

|  | Unknown route-map component "exkSTR3" | Unknown route-map component "vSTR" |  |  |

| Unknown route-map component "exkSTRr+1" + Unused pier | Unknown route-map component "exkSTRc4" | Unknown route-map component "vSTR" |  |  |

|  | Unknown route-map component "vTUNNEL1" |

|  | Unknown route-map component "BHFSPLe" |

| Continuation forward |

| Continuation backward |

|  | Straight track | Unknown route-map component "KINTa" |

|  |  | Unknown route-map component "KRWg+l" | Unknown route-map component "LSTRq" + Unknown route-map component "KRWr" | Unknown route-map component "LCONTfq" |

|  | Unknown route-map component "ABZg+l" | Unknown route-map component "KDSTeq" |

|  |  | Unknown route-map component "exKDSTa" | Straight track |  |  |  |

|  |  | Unknown route-map component "exSKRZ-G2BUE" | Straight track |  |  |  |

|  |  | Unknown route-map component "exSKRZ-G2BUE" | Straight track |  |  |  |

|  |  | Unknown route-map component "exBUE" | Straight track |  |  |  |

|  | Unknown route-map component "exSTRq" + Unused pier | Unknown route-map component "exABZgr" | Straight track |  |  |  |

|  |  | Unknown route-map component "exBHF" | Straight track |  |  |  |

| Unknown route-map component "exENDEaq" | Unknown route-map component "exSTR+r" | Unknown route-map component "exSTR" | Straight track |  |  |  |

|  | Unknown route-map component "exDST" | Unknown route-map component "exSTR" | Straight track |  |  |  |

| Unknown route-map component "exKRWl" | Unknown route-map component "exKRWg+r" | Straight track |  |  |

|  |  | Unknown route-map component "exSKRZ-G2BUE" | Straight track |  |  |  |

|  | Unknown route-map component "exHST" | Station on track |  |  |

|  |  | Unknown route-map component "exKRWl" | Unknown route-map component "eKRWg+r" |  |  |  |

| Continuation forward |

### Tracciato storico (1906-2000)
Il percorso originario della linea si diramava dalla ferrovia Tirrenica poche centinaia di metri a sud della stazione di Civitavecchia. Attraversando il centro abitato civitavecchiese, la linea incontrava la stazione di Civitavecchia-Viale della Vittoria, situata poco distante dallo scalo centrale di Civitavecchia; dopodiché il tracciato superava il Viale della Vittoria con un passaggio a livello prima di sdoppiarsi: un binario portava all'originario scalo merci posto dietro al Forte Michelangelo, dove ora sorge Piazza della Vita, mentre l'altro proseguiva verso nord-ovest. Il suddetto scalo merci serviva l'antico porto di Civitavecchia ed era dotato di alcuni binari tronchi che correvano sui moli delle dighe foranee (42.09021°N 11.786141°E e 42.095398°N 11.785946°E); tali binari permettevano il carico e lo scarico delle merci - principalmente frumento, ghiaia, cemento e materiale ferroso - dalle navi ai vagoni ferroviari e viceversa.
Il binario principale proseguiva fino a raggiungere, poco oltre il Forte Michelangelo, la stazione passeggeri di Civitavecchia Marittima. Il tracciato proseguiva poi seguendo un andamento pressoché rettilineo sino a raggiungere un altro scalo merci dotato di un fascio di dodici binari e dismesso nel 2005. Nel secondo dopoguerra il tracciato fu allungato verso la parte più moderna del porto e fu connesso a due invasature che, previa effettuazione di un regresso, permettevano di imbarcare i rotabili ferroviari direttamente sui traghetti tramite due ponti mobili, in coincidenza con l'avvio, nel 1961, del servizio di traghettamento ferroviario tra Civitavecchia e Golfo Aranci. Il costante aumento del traffico automobilistico rese sempre più pericolosa la presenza dei binari nel centro abitato di Civitavecchia tanto che, visto il progressivo aumento degli incidenti lungo la ferrovia, si decise di dismettere il tracciato originario, che fu smantellato nella seconda metà del 2000.

### Tracciato nuovo (dal 2000)
Contestualmente alla chiusura del tracciato originale, il 29 gennaio 2000 fu aperto in sua sostituzione il nuovo binario, che raggiunge il porto di Civitavecchia da nord. Il nuovo percorso fu studiato a partire dagli anni ottanta in un'ottica di estensione e potenziamento dello scalo portuale civitavecchiese, che necessitava di un adeguamento vista la costante crescita dei traffici marittimi sia di merci che di passeggeri. Uscendo dalla stazione di Civitavecchia in direzione di Livorno, il nuovo tracciato avanza in sede propria di fianco ai binari della ferrovia Tirrenica per alcuni chilometri, finché non si separa da essa sottopassandola e superando il deposito locomotive di Civitavecchia Porta Tarquinia, la linea chiusa al traffico Civitavecchia-Orte e per il raccordo De.Car. Era in predisposizione il ramo per Livorno, mai attivato, per consentire di collegare Civitavecchia Marittima con la Tirrenica senza passare per la stazione di Civitavecchia. La linea effettua quindi un'inversione a U e si dirige verso sud-est, incontrando il nuovo scalo merci realizzato nel 2005 nei pressi del terminal container del porto: inizialmente dotato di quindici binari, nel 2019 questi sono stati ridotti a sette. In seguito la linea raggiunge la stazione passeggeri di Civitavecchia Marittima, costruita anch'essa nel 2005 e da allora fino al 2018 servita dal Roma Express, un servizio riservato ai croceristi che sbarcano al porto di Civitavecchia. Dal 2022 la stazione è utilizzata come raccordo merci dopo che la SeaTrain ha terminato l'attività.
Fino al 2015 il tracciato proseguiva superando tre passaggi a livello – uno dei quali sulla strada europea E840 – e attestandosi nell'area delle invasature con la stazione marittima utilizzata dal 2000 al 2009. Nel 2015 i binari che conducevano ai ponti mobili, inutilizzati dal 2009, sono stati rimossi e la ferrovia è stata attestata poco oltre la stazione passeggeri di Civitavecchia Marittima, mentre nel 2018 è stato smantellato l'ultimo ponte d'imbarco superstite.

Vista poppiera della nave Hermaea negli anni 90 a Civitavecchia: si nota il portellone ad apertura "a raso" per l'imbarco dei carri ferroviari. Sulla estrema sinistra la nave Garibaldi.

### Le invasature
Il porto di Civitavecchia era dotato di un sistema di invasature che permetteva di trasferire materiale rotabile di vario tipo direttamente a bordo di navi traghetto attrezzate con binari ferroviari nei propri garage. Con l'avvio nel 1961 del traghettamento ferroviario tra Civitavecchia e il porto sardo di Golfo Aranci, le invasature entrarono in funzione e rimasero in attività fino alla soppressione del servizio di traghettamento, avvenuta nel 2009. Il sistema di invasature era costituito da due ponti mobili ferroviari: il primo era situato vicino al Fortino San Pietro, mentre un secondo, demolito nel 2005, si trovava di fianco al Molo Vespucci, leggermente più a nord rispetto all'invasatura principale. Nel 2015, con il traghettamento ferroviario soppresso da sei anni, è stato smantellato il fascio di binari che conduceva alle invasature, mentre nell'estate del 2018 è stato demolito il ponte mobile superstite e sono stati bonificati i serbatoi di carburante interrati.

## Traffico
Nata essenzialmente come raccordo merci, tra il 1961 e il 2001 la ferrovia fu interessata anche da traffico passeggeri, con svariate corse giornaliere che coprivano la tratta Roma Termini-Civitavecchia Marittima, in coincidenza con gli orari dei traghetti che giungevano al porto di Civitavecchia. I treni diretti a Roma eludevano la stazione centrale di Civitavecchia a causa della conformazione del tracciato e sostavano, in sua sostituzione, presso l'impianto di Viale della Vittoria. Con l'apertura del nuovo tracciato, nel 2001 il traffico passeggeri fu soppresso e la linea fu dedicata esclusivamente al traffico merci; dal 2005, tuttavia, la ferrovia espleta nuovamente anche il servizio passeggeri con l'apertura della nuova stazione di Civitavecchia Marittima. La linea è inoltre quotidianamente percorsa da treni merci, principalmente attivi nel trasporto di cromo dal porto di Civitavecchia in direzione delle acciaierie di Terni.

### Annotazioni
1. ↑  Vecchio tracciato Civitavecchia FS-Civitavecchia Marittima.
2. ↑  Tratto tra le invasature e stazione marittima aperta nel 2005.